# Karma.Bloody.Karma.
Karma.Bloody.Karma este al cincilea album al formației americane de goregrind/deathgrind Cattle Decapitation, lansat pe 11 iulie 2006, prin casa de discuri Metal Blade Records. 

## Tracklist
1. "Intro" - 0:19
2. "Unintelligent Design" - 3:37
3. "Success Is...(Hanging By The Neck)" - 3:34
4. "One Thousand Times Decapitation" - 1:03
5. "The Carcass Derrick" - 3:44
6. "Total Gore?" - 3:11
7. "Bereavement" - 1:44
8. "Suspended In Coprolite" - 4:20
9. "Alone At The Landfill" - 7:37
10. "Karma.Bloody.Karma." - 3:05
11. "The New Dawn" - 5:12
12. "Of Human Pride and Flatulence" - 3:14

## Componență
- Travis Ryan - voce
- Josh Elmore - chitară
- Troy Oftedal - chitară bas
- Michael Laughlin – tobe

## Invitați
- Joey Karam (The Locust)
- John Weise (Sunn0))), Bastard Noise)